# Lisa Mitchell
Lisa Helen Mitchell (nascida em 22 de março de 1990 em Canterbury, Inglaterra.) é uma cantora e compositora australiana Inglês-nascida que cresceu em Albury, New South Wales. Mitchell atualmente vive em Sydney e está trabalhando em seu terceiro álbum de estúdio a ser lançado em 2015. Em março, o mais recente single "Wah Ha" de Mitchell foi remixada por trio eletrônico Seekae. Mitchell terminou em sexto na temporada de Australian Idol 2006. Sua estréia prorrogado jogo, Said One to the Other (04 de agosto de 2007), com tampo iTunes na Austrália e ela assinou com a editora com sede em Londres, pouco Vitórias, uma subsidiária da Sony / ATV. Em 2008 Mitchell havia se mudado para o Reino Unido, onde gravou o seu primeiro álbum de estúdio, Maravilha (31 Julho de 2009), que alcançou a posição Nº 6 no ARIA Albums Chart. Ela ganhou o Prêmio da Australian Music Prize 2009 de US $30.000 para o álbum. Mitchell retornou à Austrália para viver em Melbourne. Seu segundo álbum, Bless This Mess (12 Outubro 2012) chegou a Nº 7.

## Primeiros Anos
Lisa Helen Mitchell nasceu em 22 de março de 1990, em Canterbury, Inglaterra. Seus pais, Angus e Ruth, são ambos médicos;. e ela tem uma irmã mais nova, Nicola. A família de Mitchell havia se mudado para a Austrália quando tinha três anos e ela cresceu perto de Albury em um 20 hectares (49 acres) farm. Ela participou The Scots Escola Albury. Ela começou a ter aulas de guitarra em 12, e inclinou-se em direção aos gêneros folk e rock. Mitchell recordou mais tarde seu momento crucial estava vendo Missy Higgins executar "Scar" em um vídeo bate programa:. "Minha irmã me chamou para vê-lo ... Missy era um, pintinho legal fazer música realmente normal, como sua própria coisa que eu achei que realmente inspirador ".